# Discografia di Mahmood
La discografia di Mahmood, cantautore e paroliere, è composta da tre album in studio, un EP, venticinque singoli e ventiquattro video musicali (inclusi quelli come artista ospite), pubblicati dal 2013.

## Album in studio
| Anno                                                         | Titolo | Classifiche | Classifiche | Classifiche | Classifiche | Classifiche | Certificazioni     | Unità           |
| Anno                                                         | Titolo | ITA         | NOR         | SPA         | SWE         | SWI         | Certificazioni     | Unità           |
| ------------------------------------------------------------ | --- | ----------- | ----------- | ----------- | ----------- | ----------- | ------------------ | --------------- |
| 2019                                                         | Gioventù bruciata - Pubblicazione: 22 febbraio 2019 - Etichetta: Island - Formato: CD, LP, download digitale, streaming     | 1           | 18          | —           | 34          | 34          | - ITA: Platino     | - ITA: 50 000+  |
| 2021                                                         | Ghettolimpo - Pubblicazione: 11 giugno 2021 - Etichetta: Island - Formato: CD, MC, LP, download digitale, streaming         | 2           | —           | 80          | —           | 24          | - ITA: Platino     | - ITA: 50 000+  |
| 2024                                                         | Nei letti degli altri - Pubblicazione: 16 febbraio 2024 - Etichetta: Island - Formato: CD, LP, download digitale, streaming | 1           | —           | —           | —           | 27          | - ITA: Platino (2) | - ITA: 100 000+ |
| "—" indica una pubblicazione non classificata in quel paese. | |             |             |             |             |             |                    |                 |

## Extended play
| Anno | Titolo | Classifiche |
| Anno | Titolo | ITA         |
| ---- | --- | ----------- |
| 2018 | Gioventù bruciata - Pubblicazione: 21 settembre 2018 - Etichetta: Island - Formato: Download digitale, streaming | 6           |

## Singoli

### Come artista principale
| Anno                                                         | Titolo                                    | Classifiche | Classifiche | Classifiche | Classifiche | Classifiche | Classifiche | Classifiche | Classifiche | Classifiche | Classifiche | Classifiche | Certificazioni                                   | Unità                                          | Album di provenienza  |
| Anno                                                         | Titolo                                    | ITA         | AUT         | FRA         | GER         | IRE         | NLD         | NOR         | SPA         | SWE         | SWI         | UK          | Certificazioni                                   | Unità                                          | Album di provenienza  |
| ------------------------------------------------------------ | ----------------------------------------- | ----------- | ----------- | ----------- | ----------- | ----------- | ----------- | ----------- | ----------- | ----------- | ----------- | ----------- | ------------------------------------------------ | ---------------------------------------------- | --------------------- |
| 2013                                                         | Fallin' Rain                              | —           | —           | —           | —           | —           | —           | —           | —           | —           | —           | —           |                                                  |                                                | /                     |
| 2015                                                         | The Chair (con Martha)                    | —           | —           | —           | —           | —           | —           | —           | —           | —           | —           | —           |                                                  |                                                | /                     |
| 2016                                                         | Dimentica                                 | —           | —           | —           | —           | —           | —           | —           | —           | —           | —           | —           |                                                  |                                                | /                     |
| 2017                                                         | Pesos                                     | —           | —           | —           | —           | —           | —           | —           | —           | —           | —           | —           |                                                  |                                                | /                     |
| 2018                                                         | Uramaki                                   | 86          | —           | —           | —           | —           | —           | —           | —           | —           | —           | —           |                                                  |                                                | Gioventù bruciata     |
| 2018                                                         | Milano Good Vibes                         | —           | —           | —           | —           | —           | —           | —           | —           | —           | —           | —           |                                                  |                                                | Gioventù bruciata     |
| 2018                                                         | Asia occidente                            | —           | —           | —           | —           | —           | —           | —           | —           | —           | —           | —           |                                                  |                                                | Gioventù bruciata     |
| 2018                                                         | Gioventù bruciata                         | 40          | —           | —           | —           | —           | —           | —           | —           | —           | —           | —           | - ITA: Oro                                       | - ITA: 35 000+                                 | Gioventù bruciata     |
| 2019                                                         | Soldi                                     | 1           | 12          | 67          | 32          | 65          | 16          | 16          | 5           | 8           | 5           | 73          | - ITA: Platino (4) - FRA: Oro - SPA: Platino (2) | - ITA: 200 000+ - FRA: 100 000+ - SPA: 80 000+ | Gioventù bruciata     |
| 2019                                                         | Barrio                                    | 4           | —           | —           | —           | —           | —           | —           | —           | —           | —           | —           | - ITA: Platino (2)                               | - ITA: 140 000+                                | /                     |
| 2020                                                         | Rapide                                    | 5           | —           | —           | —           | —           | —           | —           | —           | —           | —           | —           | - ITA: Platino (2)                               | - ITA: 140 000+                                | Ghettolimpo           |
| 2020                                                         | Moonlight popolare (con Massimo Pericolo) | 3           | —           | —           | —           | —           | —           | —           | —           | —           | —           | —           | - ITA: Oro                                       | - ITA: 35 000+                                 | /                     |
| 2020                                                         | Dorado (con Sfera Ebbasta e Feid)         | 10          | —           | —           | —           | —           | —           | —           | —           | —           | —           | —           | - ITA: Platino (2)                               | - ITA: 140 000+                                | Ghettolimpo           |
| 2021                                                         | Inuyasha                                  | 21          | —           | —           | —           | —           | —           | —           | —           | —           | —           | —           | - ITA: Platino                                   | - ITA: 70 000+                                 | Ghettolimpo           |
| 2021                                                         | Zero                                      | 44          | —           | —           | —           | —           | —           | —           | —           | —           | —           | —           |                                                  |                                                | Ghettolimpo           |
| 2021                                                         | Klan                                      | 42          | —           | —           | —           | —           | —           | —           | —           | —           | —           | —           | - ITA: Oro                                       | - ITA: 35 000+                                 | Ghettolimpo           |
| 2021                                                         | Rubini (con Elisa)                        | 31          | —           | —           | —           | —           | —           | —           | —           | —           | —           | —           | - ITA: Platino                                   | - ITA: 100 000+                                | Ghettolimpo           |
| 2022                                                         | Brividi (con Blanco)                      | 1           | —           | —           | —           | —           | —           | —           | 95          | 59          | 1           | —           | - ITA: Platino (8)                               | - ITA: 800 000+                                | /                     |
| 2023                                                         | Cocktail d'amore                          | 32          | —           | —           | —           | —           | —           | —           | —           | —           | —           | —           | - ITA: Oro                                       | - ITA: 50 000+                                 | Nei letti degli altri |
| 2024                                                         | Tuta gold                                 | 1           | —           | —           | —           | —           | —           | —           | —           | —           | 2           | —           | - ITA: Platino (5)                               | - ITA: 500 000+                                | Nei letti degli altri |
| 2024                                                         | Ra ta ta                                  | 6           | —           | —           | —           | —           | —           | —           | —           | —           | —           | —           | - ITA: Platino (2)                               | - ITA: 200 000+                                | Nei letti degli altri |
| 2025                                                         | Sottomarini                               | 58          | —           | —           | —           | —           | —           | —           | —           | —           | —           | —           |                                                  |                                                | Nei letti degli altri |
| "—" indica una pubblicazione non classificata in quel paese. |                                           |             |             |             |             |             |             |             |             |             |             |             |                                                  |                                                |                       |

### Come artista ospite
| Anno                                                         | Titolo                                                                         | Classifiche | Certificazioni     | Unità           | Album di provenienza     |
| Anno                                                         | Titolo                                                                         | ITA         | Certificazioni     | Unità           | Album di provenienza     |
| ------------------------------------------------------------ | ------------------------------------------------------------------------------ | ----------- | ------------------ | --------------- | ------------------------ |
| 2017                                                         | Luna (Fabri Fibra feat. Mahmood)                                               | —           |                    |                 | Fenomeno - Masterchef EP |
| 2019                                                         | Calipso (Charlie Charles e Dardust feat. Sfera Ebbasta, Mahmood e Fabri Fibra) | 1           | - ITA: Platino (4) | - ITA: 200 000+ | /                        |
| 2022                                                         | Bel Air (Todiefor feat. Mahmood e Poupie)                                      | —           |                    |                 | /                        |
| "—" indica una pubblicazione non classificata in quel paese. |                                                                                |             |                    |                 |                          |

## Altri brani entrati in classifica
| Anno | Titolo                               | Classifiche | Certificazioni | Unità           | Album di provenienza  |
| Anno | Titolo                               | ITA         | Certificazioni | Unità           | Album di provenienza  |
| ---- | ------------------------------------ | ----------- | -------------- | --------------- | --------------------- |
| 2024 | Personale (feat. Geolier)            | 24          | - ITA: Platino | - ITA: 100 000+ | Nei letti degli altri |
| 2024 | Paradiso (feat. Chiello e Tedua)     | 50          |                |                 | Nei letti degli altri |
| 2024 | Neve sulle Jordan (feat. Capo Plaza) | 66          |                |                 | Nei letti degli altri |
| 2024 | Sempre / Jamais (feat. Angèle)       | 85          |                |                 | Nei letti degli altri |
| 2024 | Nei letti degli altri                | 89          |                |                 | Nei letti degli altri |

## Collaborazioni e altri brani
| Anno | Titolo                                    | Artista principale                             | Album di provenienza                                  |
| ---- | ----------------------------------------- | ---------------------------------------------- | ----------------------------------------------------- |
| 2017 | Presi male                                | Michele Bravi                                  | Anime di carta - Nuove pagine                         |
| 2018 | Doppio whisky                             | Gué Pequeno                                    | Sinatra                                               |
| 2019 | Fa paura perché è vero                    | Myss Keta                                      | Paprika                                               |
| 2019 | Karate                                    | Gemitaiz e MadMan                              | Scatola nera                                          |
| 2019 | Non sono Marra - La pelle                 | Marracash                                      | Persona                                               |
| 2019 | 8rosk1                                    | Tha Supreme                                    | 23 6451                                               |
| 2020 | Eternantena                               | /                                              | /                                                     |
| 2020 | Redemption Song (cover di Bob Marley)     | AA.VV.                                         | Jammin' Marley EP Vol. 1                              |
| 2020 | Tardissimo                                | Gué Pequeno feat. Marracash                    | Mr. Fini                                              |
| 2020 | Luna fortuna (cover di Francesco Guccini) | AA.VV.                                         | Note di viaggio - Capitolo 2: non vi succederà niente |
| 2021 | Sabri Aleel                               | Paolo Buonvino                                 | Taranta Reimagined                                    |
| 2021 | Natural Blues (cover di Moby)             | Zucchero Fornaciari                            | Discover                                              |
| 2022 | Giorno del giudizio                       | Paky feat. Luchè                               | Salvatore                                             |
| 2022 | Addio                                     | The Night Skinny feat. Ernia, Gazzelle e Rkomi | Botox                                                 |
| 2023 | Lontano dai guai                          | Guè                                            | Madreperla                                            |
| 2023 | Proibito                                  | Drillionaire feat. Taxi B e Fabri Fibra        | 10                                                    |
| 2023 | Televisione                               | Tropico                                        | Chiamami quando la magia finisce                      |
| 2024 | No Drama                                  | Capo Plaza                                     | Ferite                                                |

## Autore per altri artisti
| Anno | Titolo                         | Artista                             | Album di provenienza   |
| ---- | ------------------------------ | ----------------------------------- | ---------------------- |
| 2018 | Nero Bali                      | Elodie, Michele Bravi e Gué Pequeno | This Is Elodie         |
| 2018 | Hola (I Say) (con Tom Walker)  | Marco Mengoni                       | Atlantico              |
| 2018 | Mille lire                     | Marco Mengoni                       | Atlantico              |
| 2018 | Rivoluzione                    | Marco Mengoni                       | Atlantico              |
| 2018 | Hola                           | Marco Mengoni                       | Atlantico              |
| 2018 | Dialogo tra due pazzi          | Marco Mengoni                       | Atlantico              |
| 2019 | Parolacce                      | Sergio Sylvestre                    | /                      |
| 2019 | Duemila volte                  | Marco Mengoni                       | Atlantico / On Tour    |
| 2019 | Cheyenne (con Charlie Charles) | Francesca Michielin                 | Feat (stato di natura) |
| 2019 | L'ultima canzone del mondo     | Chiara Galiazzo                     | Bonsai                 |
| 2020 | Rosa naturale (con Emis Killa) | Roshelle                            | /                      |
| 2020 | Glicine                        | Noemi                               | Metamorfosi            |
| 2020 | Andromeda                      | Elodie                              | This Is Elodie         |
| 2021 | Chiamami per nome              | Francesca Michielin e Fedez         | Feat (stato di natura) |
| 2021 | Partire da te                  | Rkomi                               | Taxi Driver            |
| 2022 | Ti amo non lo so dire          | Noemi                               | /                      |
| 2022 | Asteroidi                      | Ginevra                             | Diamanti               |
| 2022 | Normale                        | Giorgia                             | Blu                    |
| 2023 | Purple in the Sky              | Elodie                              | OK. Respira            |
| 2023 | Mai più                        | Elodie                              | OK. Respira            |
| 2023 | Una come cento                 | Elodie                              | OK. Respira            |
| 2023 | Apocalisse                     | Elodie                              | OK. Respira            |
| 2025 | Se t'innamori muori            | Noemi                               | Nostalgia              |

## Video musicali
| Anno | Titolo                    | Regista/i                     |
| ---- | ------------------------- | ----------------------------- |
| 2013 | Fallin' Rain              | Davide Dadez Sala             |
| 2015 | The Chair                 | Fightz Production             |
| 2016 | Dimentica                 | Andrea Mattia Grieco          |
| 2017 | Pesos                     | Martina Pastori               |
| 2018 | Uramaki                   | Martina Pastori               |
| 2018 | Milano Good Vibes         | Attilio Cusani                |
| 2018 | Gioventù bruciata         | Attilio Cusani                |
| 2019 | Soldi                     | Attilio Cusani                |
| 2019 | Calipso                   | Attilio Cusani                |
| 2019 | Barrio                    | Attilio Cusani                |
| 2019 | Karate                    | Fabrizio Conte                |
| 2020 | Rapide                    | Attilio Cusani                |
| 2020 | Non sono Marra - La pelle | Nicola Bussei e Fabio Giavara |
| 2020 | Eternantena               | Karol Sudolski                |
| 2020 | Moonlight popolare        | Martina Pastori               |
| 2020 | Dorado                    | Attilio Cusani                |
| 2021 | Inuyasha                  | Simone Rovellini              |
| 2021 | Klan                      | Attilio Cusani                |
| 2021 | Kobra                     | Attilio Cusani                |
| 2022 | Brividi                   | Attilio Cusani                |
| 2023 | Cocktail d'amore          | Torso                         |
| 2024 | Tuta gold                 | Attilio Cusani                |
| 2024 | Sempre/Jamais             | Attilio Cusani                |
| 2024 | Ra ta ta                  | Attilio Cusani e Mahmood      |